# 竹林亮
竹林 亮（たけばやし りょう）は、日本の映画監督。神奈川県出身。CHOCOLATE Inc.所属。

## 監督作品

### 映画
- 14歳の栞（2021年3月公開）監督・編集[3]
- MONDAYS/このタイムループ、上司に気づかせないと終わらない（2022年10月公開）監督・共同脚本[1]
- 大きな家（2024年12月公開）監督・編集

### 短編映画
- ハロー！ブランニューワールド - YouTubeタイトル『もう限界。無理。逃げ出したい。』（2019年12月公開）監督・原案・共同脚本[4]
- Where is My Photo - YouTubeタイトル『お願いします。返してください。』（2020年8月公開）監督[4]
- グッバイ、コスモス - YouTubeタイトル『記憶をかえしてください』（2022年3月公開）監督・脚本・編集[4]

### その他
- オンライン演劇『BestFriends.com』（2020年4月公開）演出・共同脚本[5]
- 短編アニメーション『パンの赤ちゃん』（2024年）ストーリースーパーバイザー

## 受賞歴
- 2020年 - 60th ACC TOKYO CREATIVITY AWARDS ブランデッド・コミュニケーション部門 Aカテゴリー：デジタル・エクスペリエンス ACCシルバー（『ハロー！ブランニューワールド』）[6]
- 2020年 - ショートショート フィルムフェスティバル & アジア Branded Shorts of the Year 2020 ナショナルカテゴリー優秀賞（『ハロー！ブランニューワールド』）[7]
- 2023年 - 第32回日本映画批評家大賞 新人監督賞および編集賞（『MONDAYS/このタイムループ、上司に気づかせないと終わらない』）[8]
- 2023年 - ヴヴェイ国際ファニー映画祭 金賞（『MONDAYS/このタイムループ、上司に気づかせないと終わらない』）[9]